# Kirnbergerstemming
De Kirnbergerstemming is een serie verwante stemmingssystemen ontwikkeld in de tweede helft van de achttiende eeuw door Johann Kirnberger. Het is een voorbeeld van ongelijkzwevende stemming, waarbij de kwestie van het wolfskwint wordt opgelost door op de zuiverheid van andere intervallen in te boeten, maar niet alle intervallen even (on)zuiver zijn. Kirnberger was leerling van Johann Sebastian Bach en wilde diens stempraktijk (die aan de grondslag lag van bijvoorbeeld Das Wohltemperierte Klavier) in een systeem vatten.

## Theorie en versies
In de eerste versie van zijn stemming, ontwikkeld in 1766, ging Kirnberger uit van de stemming van Pythagoras. Dit was ongebruikelijk in die tijd, omdat er al eeuwenlang middentoonstemmingen werden gebruikt. De kwinten C-G, G-D en A-E zijn rein, net als de terts C-E, wat al meteen een duidelijk te kleine kwint D-A oplevert (een syntonisch komma te klein, om precies te zijn). Deze stemming is daarom weinig praktisch.
In een nieuwe versie van zijn stemming, die hij in 1771 uit de doeken deed in zijn boek Die Kunst des reinen Satzes in der Musik, splitste hij dit komma op tussen de kwinten D-A en A-E. Met twee extra reine kwinten E-B en B-Fis zorgt dit ervoor dat de grote tertsen C-E, G-B en D-Fis alle drie rein gestemd zijn. De kwinten Des(Cis)-As(Gis) tot en met F-C zijn allemaal rein; als gevolg hiervan zijn de tertsen Des-F, As-C, Es-G en Bes-D pythagoreïsch, dat wil zeggen een stuk ruimer dan de rein gestemde terts. Het overblijvende kwint Fis-Cis is een schisma te klein; praktisch gezien is het daarmee even groot als een kwint in de gelijkzwevende stemming.
In een ongedateerde brief aan Johann Nikolaus Forkel (een in Bach gespecialiseerde musicoloog) noemt Kirnberger nog een mogelijkheid: het syntonisch komma over de eerste vier kwinten verdelen. Hierdoor zijn de kwinten C-G, G-D, D-A en A-E alle vier iets te klein. Alleen de terts C-E is nog rein gestemd. De andere kwinten blijven zoals ze zijn.
De drie beschreven varianten noemt men respectievelijk Kirnberger I, II en III.

## Gevolg
In de Kirnbergerstemming klinken de toonsoorten met enkele kruisen zeer helder, omdat zowel de tertsen als de kwinten relatief zuiver zijn. Toonsoorten met mollen of veel kruisen klinken wezenlijk duisterder. Ook mineurtoonsoorten zullen al gauw wringen. Dit hangt samen met de barokke toonsoortensymboliek. Hier kleven aan toonsoorten als G-groot en D-groot onbezorgde en extraverte associaties, terwijl een toonsoort als c-klein als 'duister' en fis-klein als 'pijnlijk' geldt.
Het Kirnbergersysteem raakte, net als vele andere ongelijkzwevende stemmingen, uiteindelijk in onbruik ten gunste van de gelijkzwevende stemming, waarin het Pythagoreïsch komma gelijkmatig over alle kwinten wordt verdeeld. Dit kwam door de toegenomen behoefte aan modulatie in de romantische muziek. Met de opkomst van de Oude Muziekbeweging werd de Kirnbergerstemming weer in ere hersteld, met name voor achttiende-eeuwse muziek. Meestal stemt men instrumenten in Kirnberger III, ook Kirnberger II wordt wel gebruikt.